# Liste der Biografien/Werl
Liste der Biografien |
Portal Biografien |
Personensuche
# |
A |
B |
C |
D |
E |
F |
G |
H |
I |
J |
K |
L |
M |
N |
O |
P |
Q |
R |
S |
T |
U |
V |
W |
X |
Y |
Z |
?
 
Wa |
Wc |
Wd |
We |
Wh |
Wi |
Wj |
Wl |
Wn |
Wo |
Wr |
Ws |
Wt |
Wu |
Ww |
Wy |
Wz
 
Wea |
Web |
Wec |
Wed |
Wee |
Wef |
Weg |
Weh |
Wei |
Wej |
Wek |
Wel |
Wem |
Wen |
Weo |
Wep |
Wer |
Wes |
Wet |
Weu |
Wev |
Wew |
Wex |
Wey |
Wez
 
Wera |
Werb |
Werc |
Werd |
Were |
Werf |
Werg |
Werh |
Weri |
Werj |
Werk |
Werl |
Werm |
Wern |
Wero |
Werp |
Werr |
Wers |
Wert |
Weru |
Werv |
Werw |
Wery |
Werz
Die Liste der Biografien führt alle Personen auf, die in der deutschsprachigen Wikipedia einen Artikel haben. Dieses ist eine Teilliste mit 55 Einträgen von Personen, deren Namen mit den Buchstaben „Werl“ beginnt.

## Werl
- Werl, Adolph (1824–1885), deutscher Buchhändler, Verleger, Autor und Lithograf
- Werl, Elisabeth (1898–1983), deutsche Kirchenhistorikerin
- Werl, Hans († 1608), deutscher Maler

### Werla
- Werlang, Guilherme Antônio (* 1950), brasilianischer Ordensgeistlicher und römisch-katholischer Bischof von Lages

### Werle
- Werle, Barbara (1928–2013), US-amerikanische Schauspielerin und Tänzerin
- Werle, Bernd (* 1955), deutscher Ordensgeistlicher und römisch-katholischer Theologe
- Werle, Dirk (* 1975), deutscher Germanist, Literaturwissenschaftler und Hochschullehrer
- Werle, Eduard (1801–1884), deutsch-französischer Geschäftsmann und französischer PolitikerEduard Werle (1801–1884)
- Werle, Enno, deutscher Boxtrainer

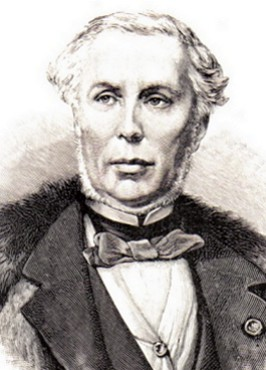
Eduard Werle (1801–1884)

- Werlé, François Jean (1763–1811), Brigadegeneral
- Werle, Gerhard (* 1952), deutscher Rechtswissenschaftler
- Werlé, Heinrich (1887–1955), deutscher Chorleiter, Organist und Musikkritiker
- Werle, Jakob (1914–1993), deutscher Landwirt und Politiker (CDU)
- Werle, Jan (* 1984), niederländischer Schachgroßmeister
- Werle, Johann (1810–1861), Landtagsabgeordneter Großherzogtum Hessen
- Werle, Johann Ferdinand (1793–1864), nassauischer Politiker
- Werle, Karl-Heinz (1925–2009), deutscher Politiker (SPD), MdL
- Werle, Simon (* 1957), deutscher Schriftsteller und Übersetzer
- Werlé, Wilhelm (1804–1880), Mitglied des Preußischen Abgeordnetenhauses, Unternehmer, Stadtverordneter in Barmen und Mitbegründer des Barmer Verschönerungsvereins
- Werleigh, Claudette (* 1946), haitianische Politikerin
- Werlein, Kilian (1677–1737), Abt des Stiftes St. Lambrecht
- Werlein, Wiebke (* 1979), deutsche Fußballspielerin
- Werlemann, Ingeburg (1919–2010), deutsche Sekretärin und Fotografin
- Werlen, Benno (* 1952), Schweizer Geograph
- Werlen, Iwar (* 1947), Schweizer Sprachwissenschaftler und Dialektologe
- Werlen, Marc (* 1978), Schweizer Eishockeyspieler
- Werlen, Martin (* 1962), Schweizer Ordensgeistlicher, Abt des Klosters Einsiedeln
- Werler, Gisela (1934–2003), deutsche Kriminelle, erste Bankräuberin Deutschlands
- Werler, Karl-Heinz (1932–1997), deutscher Mathematiker und Informatiker
- Werler, Veit († 1522), Humanist und Philologe

### Werlh
- Werlhof, August von (1809–1895), Justizrat in Celle
- Werlhof, Claudia von (* 1943), deutsche Soziologin und Politologin
- Werlhof, Ernst August von (1778–1857), deutscher Geheimrat
- Werlhof, Ernst von (1853–1921), sächsischer Generalmajor
- Werlhof, Gottfried von (1744–1832), deutscher Instanzrichter
- Werlhof, Gottlieb von (1772–1842), deutscher Verwaltungsjurist
- Werlhof, Gustav von (1843–1908), sächsischer Generalmajor
- Werlhof, Johann (1660–1711), deutscher Rechtswissenschaftler
- Werlhof, Paul Gottlieb (1699–1767), deutscher Arzt und Poet

### Werli
- Werlich, Rudolf (* 1910), deutscher Bobfahrer
- Werliin, Andreas (* 1982), schwedischer Schlagzeuger (Creative Jazz, improvisierte Musik)
- Werlin, Jakob (1886–1965), Generalinspektor des Führers für das Kraftfahrwesen in der Zeit des Nationalsozialismus
- Werlin, Johann Heinric (1663–1741), Politiker Reichsstadt Frankfurt
- Werlin, Johannes († 1666), deutscher Benediktinerpater, Komponist und Liedsammler
- Werlin, Johannes (1620–1675), deutscher Komponist
- Werlin, Michael (* 1947), deutscher Filmregisseur, Fernsehregisseur und Drehbuchautor
- Werlin, Sergei Wiktorowitsch (* 1974), russischer Kanute
- Werlinder, Lisa (* 1972), schwedische Schauspielerin und Sängerin
- Werling, Dominik (* 1982), deutscher Fußballspieler
- Werling, Henri (1879–1961), luxemburgischer Geistlicher, Apostolischer Administrator (ad interim) für Estland
- Werling, Johannes Friedrich, katholischer Theologe
- Werling, Michael (* 1950), deutscher Architekt, Hochschullehrer und Denkmalpfleger
- Werlinski, Boris Markowitsch (1887–1950), sowjetischer Schachmeister und der erste Großmeister der UdSSR
- Werlitz, Jürgen (* 1961), deutscher Theologe und Hochschullehrer

### Werlo
- Werloschnig, Johann Baptist (* 1670), österreichischer Mediziner